# 村田勉
村田 勉（むらた つとむ、1909年6月3日 - 2000年1月30日）は、日本の軍人（技術士官）、技術者、実業家。軍における最終階級は大日本帝国海軍技術少佐。
火薬の専門家として知られ、海軍では艦砲の火薬や固体燃料ロケットの研究をおこない、戦後は日本油脂に勤務し、糸川英夫のペンシルロケットに推進剤を提供した。のちに日本油脂の社長・会長を務める。

## 生涯・人物
熊本県に生まれる。旧制玉名中学校（現・熊本県立玉名高等学校・附属中学校）から第一高等学校を経て東京帝国大学に進む。旧制中学校時代に読んだ三上於菟吉の小説『春は蘇れり（地獄の彼方の天国）』に影響を受け、火薬に興味を持つ。東京帝国大学工学部卒業後、海軍技術士官となる。
海軍では、平塚にあった火薬廠の研究部でロケットの開発に従事する。1934年には辻堂の海岸で固体燃料ロケットの発射実験をおこなう。その後、ロケット用の大型火薬を圧縮成形する機械を開発した。また、戦艦大和の砲弾に使用する火薬の研究にも携わったという。ドイツの火薬専門誌に1940年頃に掲載されたアメリカの論文を翻訳して海軍内に配布したが、その中に「ウラン235の核に中性子を衝突させて核分裂反応を起こせば莫大なエネルギーが発生する」という内容があり、海軍が原子爆弾に着目する契機になったとされる（詳しくは日本の原子爆弾開発#F研究を参照）。1940年に勲五等双光旭日章を受章。
終戦後の1945年、愛知県武豊町の日本油脂に入社。1954年2月、ロケット開発に乗り出した糸川英夫に依頼された戸田康明（富士精密工業）の訪問を受け、実験用ロケットの推進剤としてロケット弾用の火薬を提供した。糸川の実験ロケットはペンシルロケットとして実現することとなる。
1967年、日本油脂の社長に就任。1972年に藍綬褒章、1981年に勲三等旭日中綬章を受章。
2000年1月30日、心筋梗塞のため死去。

## 著書
- 『私の研究余録 海軍12年・会社45年』私家版、1990年